# 安治川口車站
安治川口車站（日语：／ Ajikawaguchi eki */?）是一由西日本旅客鐵道（JR西日本）與日本貨物鐵道（JR貨物）所共用的鐵路車站，位於日本大阪府大阪市此花區島屋6丁目。安治川口車站是JR西日本櫻島線（又暱稱為「JR夢咲線」）的沿線車站，也是JR西日本旗下大阪近郊鐵路路線群都市網路（アーバンネットワーク，Urban Network）所屬的車站，根據JR的特定都區市內制度，被劃分為「大阪市內」的車站之一。
除了客運業務之外，安治川口也是個貨運車站。在大阪近郊的幾個貨運車站之中，安治川口是設備最先進、功能最齊全的一個。在日本國鐵分割民營化後的初期，安治川口的票務管理曾一度由JR貨物的職員代為處理，但目前已全部由JR西日本回收自理。

## 車站結構
旅客站為島式月台1面2線的地面車站，設有跨站式站房。閘口有1個。曾經設有綠窗口，但已於2015年3月9日停運。

### 月台配置
| 月台 | 路線     | 方向 | 目的地           |
| ---- | -------- | ---- | ---------------- |
| 1    | JR夢咲線 | 上行 | 西九條、大阪方向 |
| 2    | JR夢咲線 | 下行 | 櫻島方向         |

## 使用情況

### JR西日本
2018年（平成30年）度1日平均上車人次為13,019人。
近年1日平均上車人次如下表。
| 年度               | 1日平均 上車人次 | 來源     |
| ------------------ | ---------------- | -------- |
| 1990年（平成02年） | 10,251           | [ * 1 ]  |
| 1991年（平成03年） | 10,775           | [ * 2 ]  |
| 1992年（平成04年） | 11,073           | [ * 3 ]  |
| 1993年（平成05年） | 11,711           | [ * 4 ]  |
| 1994年（平成06年） | 12,320           | [ * 5 ]  |
| 1995年（平成07年） | 12,192           | [ * 6 ]  |
| 1996年（平成08年） | 11,844           | [ * 7 ]  |
| 1997年（平成09年） | 11,755           | [ * 8 ]  |
| 1998年（平成10年） | 11,873           | [ * 9 ]  |
| 1999年（平成11年） | 11,608           | [ * 10 ] |
| 2000年（平成12年） | 11,428           | [ * 11 ] |
| 2001年（平成13年） | 10,257           | [ * 12 ] |
| 2002年（平成14年） | 10,244           | [ * 13 ] |
| 2003年（平成15年） | 10,720           | [ * 14 ] |
| 2004年（平成16年） | 10,900           | [ * 15 ] |
| 2005年（平成17年） | 11,241           | [ * 16 ] |
| 2006年（平成18年） | 11,531           | [ * 17 ] |
| 2007年（平成19年） | 11,843           | [ * 18 ] |
| 2008年（平成20年） | 12,169           | [ * 19 ] |
| 2009年（平成21年） | 12,067           | [ * 20 ] |
| 2010年（平成22年） | 12,015           | [ * 21 ] |
| 2011年（平成23年） | 12,075           | [ * 22 ] |
| 2012年（平成24年） | 12,320           | [ * 23 ] |
| 2013年（平成25年） | 12,598           | [ * 24 ] |
| 2014年（平成26年） | 12,136           | [ * 25 ] |
| 2015年（平成27年） | 12,248           | [ * 26 ] |
| 2016年（平成28年） | 12,361           | [ * 27 ] |
| 2017年（平成29年） | 12,688           | [ * 28 ] |
| 2018年（平成30年） | 13,019           | [ * 29 ] |

### JR貨物
貨櫃貨物到發年間35萬公噸。

## 相鄰車站
西日本旅客鐵道
 JR夢咲線（櫻島線）
西九條（JR-P14）－安治川口（JR-P15）－環球城（JR-P16）

### 曾經存在的路線
日本國有鐵道
櫻島線貨物支線
安治川口－大阪北港

### 使用情況
1. ↑  大阪府統計年鑑 （页面存档备份，存于） - 大阪府
2. ↑  大阪市統計書 （页面存档备份，存于） - 大阪市

大阪府統計年鑑
1. ↑  大阪府統計年鑑（平成3年）PDF
2. ↑  大阪府統計年鑑（平成4年）PDF
3. ↑  大阪府統計年鑑（平成5年）PDF
4. ↑  大阪府統計年鑑（平成6年）PDF
5. ↑  大阪府統計年鑑（平成7年）PDF
6. ↑  大阪府統計年鑑（平成8年）PDF
7. ↑  大阪府統計年鑑（平成9年）PDF
8. ↑  大阪府統計年鑑（平成10年）PDF
9. ↑  大阪府統計年鑑（平成11年）PDF
10. ↑  大阪府統計年鑑（平成12年）PDF
11. ↑  大阪府統計年鑑（平成13年）PDF
12. ↑  大阪府統計年鑑（平成14年）PDF
13. ↑  大阪府統計年鑑（平成15年）PDF
14. ↑  大阪府統計年鑑（平成16年）PDF
15. ↑  大阪府統計年鑑（平成17年）PDF
16. ↑  大阪府統計年鑑（平成18年）PDF
17. ↑  大阪府統計年鑑（平成19年）PDF
18. ↑  大阪府統計年鑑（平成20年）PDF
19. ↑  大阪府統計年鑑（平成21年）PDF
20. ↑  大阪府統計年鑑（平成22年）PDF
21. ↑  大阪府統計年鑑（平成23年）PDF
22. ↑  大阪府統計年鑑（平成24年）PDF
23. ↑  大阪府統計年鑑（平成25年）PDF
24. ↑  大阪府統計年鑑（平成26年）PDF
25. ↑  大阪府統計年鑑（平成27年）PDF
26. ↑  大阪府統計年鑑（平成28年）PDF
27. ↑  大阪府統計年鑑（平成29年）PDF
28. ↑  大阪府統計年鑑（平成30年）PDF
29. ↑  大阪府統計年鑑（令和元年）PDF

## 外部連結
- 安治川口｜車站資訊：JR出門網 - 西日本旅客鐵道

34°40′25.6″N 135°26′38.7″E / 34.673778°N 135.444083°E